# Epicauta alphonsii
Epicauta alphonsii är en skalbaggsart som beskrevs av Horn 1874. Epicauta alphonsii ingår i släktet Epicauta och familjen oljebaggar. Inga underarter finns listade i Catalogue of Life.